# Trarza
Trarza (الترارزه) je jeden z patnácti regionů (vilájet), na které se dělí africký stát Mauritánie. Nachází se v jihozápadní části země mezi hranicí se Senegalem a Atlantským oceánem. obklopuje aglomeraci hlavního města Nuakšott, která tvoří tři regiony. Trarza má rozlohu 67 800 km² a žije v ní okolo 270 000 obyvatel, hlavním městem je Rosso. Dělí se na šest departementů: Boutilimit, Keur Massene, Mederdra, Ouad Naga, R'Kiz a Rosso.
Většinu obyvatelstva tvoří Bidhanové, směs Arabů, Berberů a černochů, kteří zde v 17. století založili emirát existující až do roku 1902, kdy se stal francouzským protektorátem. Region byl centrem hnutí za nezávislost Mauritánie, pocházel odtud první prezident Muchtár uld Muhammad Daddáh.
Trarza má aridní podnebí. Jižní část regionu patří k úrodnému povodí řeky Senegal, na severu převažuje poušť. Vegetaci tvoří hlavně pryšec a tamaryšek, produkuje se arabská guma. Ekonomickým centrem je Rosso a kulturním a náboženským centrem Boutilimit. Obyvatelé byli tradičně nomádi, kteří se v důsledku postupující desertifikace stěhují do měst.

## Galerie

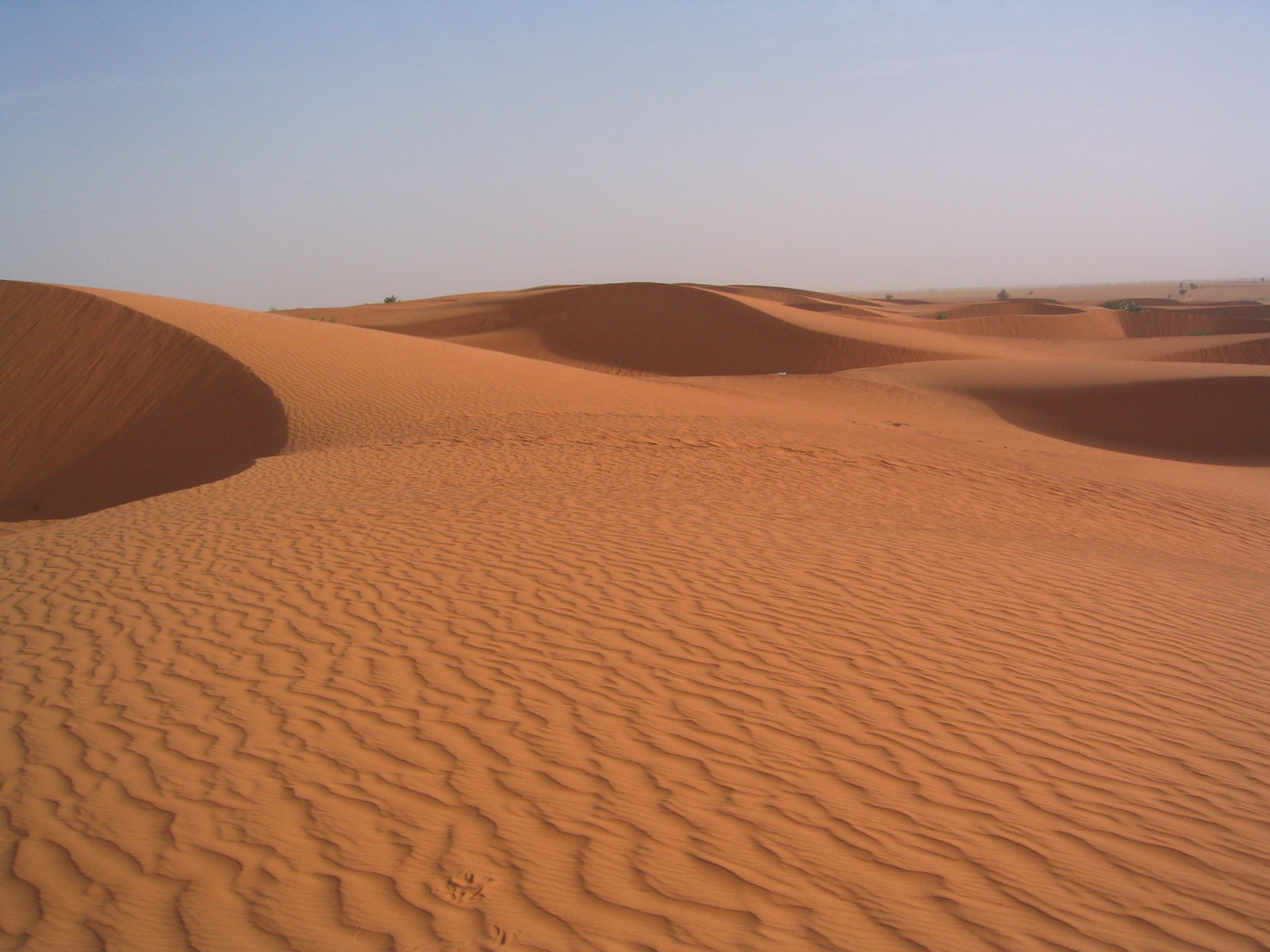
Poušť u města Adžúr
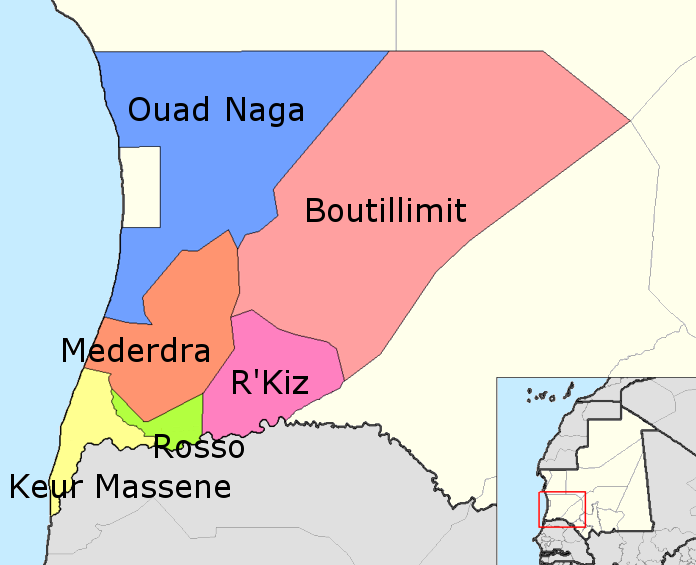
Mapa vilájetu
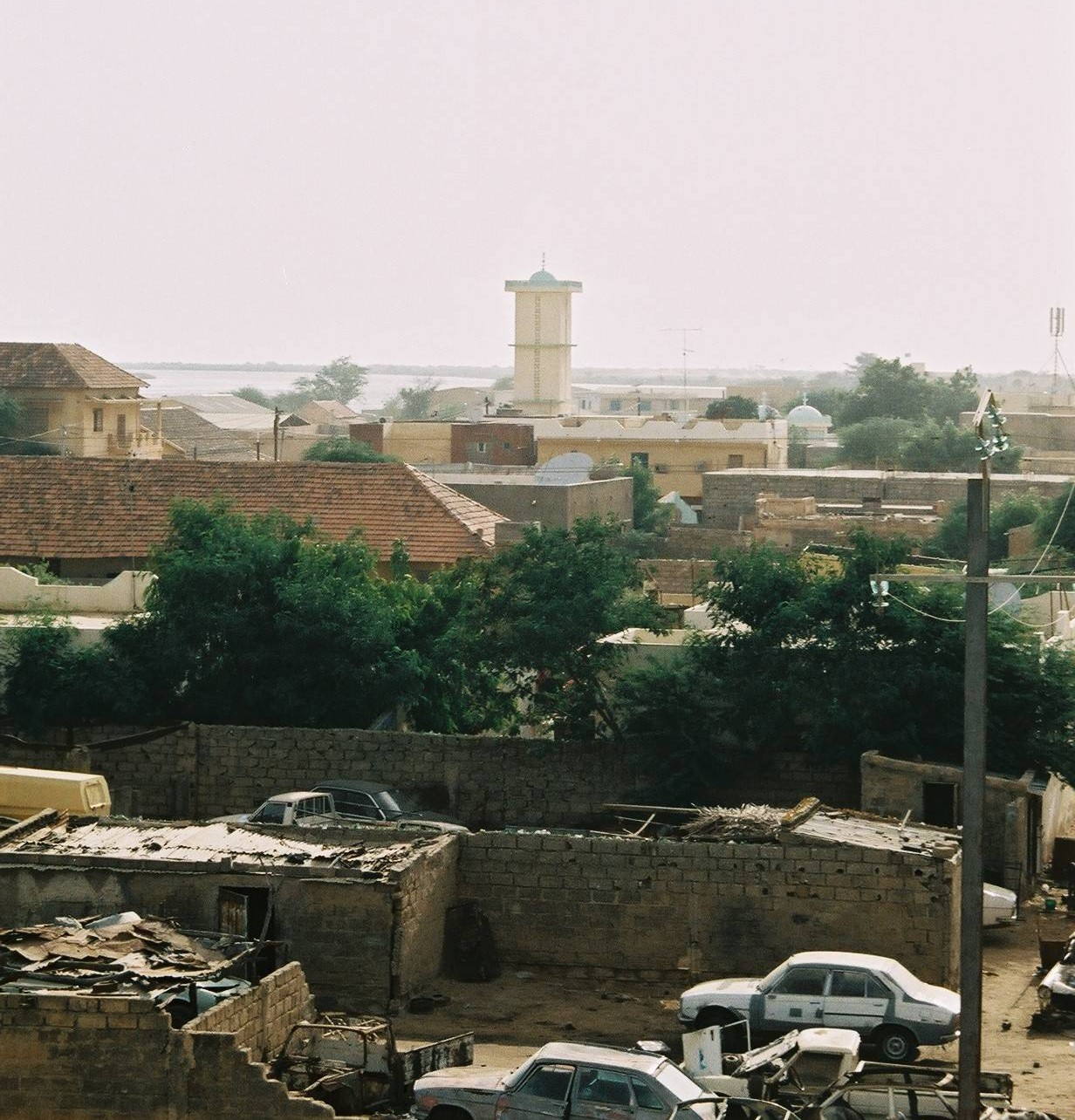
Mešita v Rosso